# Alderamin on the Sky
Alderamin on the Sky (ねじ巻き精霊戦記 天鏡のアルデラミン?, Nejimaki seirei senki: tenkyō no Aruderamin) è una serie di light novel scritta da Bokuto Uno ed illustrata prima da Sanbasō e poi da Ryūtetsu, edita da ASCII Media Works, sotto l'etichetta Dengeki Bunko, tra giugno 2012 e agosto 2018. Un adattamento manga ha iniziato la serializzazione su Dengeki Maoh il 27 maggio 2014, mentre un adattamento anime, prodotto da Madhouse, è stato trasmesso in Giappone tra l'8 luglio e il 30 settembre 2016.

## Trama
In un mondo fantastico in cui ogni essere umano viene al mondo con la protezione di uno spirito elementale che resta con lui fino alla morte, il continente è diviso tra l'Impero di Katjvarna e la Repubblica di Kioka, in costante guerra tra loro. Quando il giovane cadetto Ikta Solork e i suoi quattro compagni (la spadaccina Yatori, il cecchino Torway, l'ufficiale medico Haroma e il soldato di fanteria Matthew) salvano casualmente la principessa Shamille durante un naufragio, l'Imperatore per ringraziarli concede loro il titolo di Cavalieri della Corte Imperiale e l'ingresso nell'Accademia Militare Imperiale, dove potranno diventare ufficiali graduati.
Per Ikta, che tutto voleva diventare nella vita tranne che un eroe dello stesso Impero che aveva mandato in rovina la sua famiglia, inizia quindi un lungo percorso di crescita che finirà per mettere nelle sue mani il destino del Paese, e che lo vedrà passare alla storia come 'l'invincibile generale scansafatiche'.

## Personaggi
Ikta Solork (イクタ・ソローク?, Ikuta Sorōku)
Doppiato da: Nobuhiko Okamoto
Il protagonista della serie. Figlio di un ex generale caduto ingiustamente in disgrazia e di una concubina regalata come premio di guerra a suo padre dall'Imperatore, non ha alcuna simpatia per l'Impero, e sogna anzi di poterlo distruggere senza metterne a repentaglio la vita dei cittadini. Sebbene sia uno stratega molto intelligente, detesta la guerra e non apprezza il fatto di essere stato nominato soldato imperiale. È piuttosto schietto e non si fa mai troppi problemi a dare voce alle sue opinioni (spesso pessimiste ma veritiere), per quanto possano essere seccanti. Pigro di natura, ha l'abitudine di portare avanti le battaglie nella maniera più conveniente possibile. Ama corteggiare e stuzzicare donne più grandi di lui, tra cui in particolare Haroma. È accompagnato dallo spirito della luce Kus.
Yatorishino Igsem (ヤトリシノ・イグセム?, Yatorishino Igusemu)
Doppiata da: Risa Taneda
Il braccio destro di Ikta. È una ragazza dai capelli rosso fuoco che brandisce una spada e una manosinistra. Estremamente fedele all'Impero, non esita a mettere al suo posto Ikta ogni volta che questi si comporta in maniera inappropriata con un superiore. Conosce Ikta da quando erano bambini ed è la persona che lo comprende meglio nel gruppo. È accompagnata dallo spirito del fuoco Shia.
Torway Remion (トルウェイ・レミオン?, Toruwei Remion)
Doppiato da: Ryōsuke Kanemoto
Uno studente che fa amicizia con Ikta e gli altri all'inizio della serie. È molto portato per le armi da fuoco, in particolare per i fucili da cecchino, ma essendo riluttante a uccidere umani, segue il consiglio di Ikta di combattere solo a distanza per poter considerare i nemici semplici bersagli. È accompagnato dallo spirito dell'aria Safi.
Matthew Tetdrich (マシュー・テトジリチ?, Mashū Tetojirichi)
Doppiato da: Junji Majima
Un compagno di classe di Ikta e Yatorishino all'accademia militare. Il suo obiettivo è impegnarsi per rendere famosa la poco nota famiglia nobile dei Tetdrich di cui è il figlio maggiore; per questo motivo considera Yatorishino e Torway, membri di famiglie nobili più importanti, suoi grandi rivali da battere un giorno prima o poi. Gioca spesso a scacchi con gli altri nella speranza di migliorare le sue abilità di stratega. È accompagnato dallo spirito del vento Tsuu.
Haroma Becker (ハローマ・ベッケル?, Harōma Bekkeru)
Doppiata da: Haruka Chisuga
Una studentessa infermiera che fa amicizia con Ikta e gli altri all'inizio della serie. È molto apprezzata da Ikta, imbarazzandosi ogni volta che viene corteggiata da lui. Ha cinque fratelli minori di cui si vuole prendere cura e perciò desidera lavorare per l'esercito come infermiera. È accompagnata dallo spirito dell'acqua Miru.
Shamille Kitra Katvarnmaninik (シャミーユ・キトラ・カトヴァンマニニク?, Shamīyu Kitora Katovanmaniniku)
Doppiata da: Inori Minase
La terza principessa della famiglia reale. Si unisce al gruppo di Ikta dopo che viene salvata da lui in mare. Siccome odia la situazione attuale in cui versa l'Impero, desidera destituire il governo inetto di suo padre per ricominciare da capo. Affascinata dall'intelligenza di Ikta e dalla sua capacità di gestire ogni situazione in maniera pigra, lo tiene sempre in alta considerazione, soprattutto per via della sua personalità schietta che lo differisce dagli altri. Per questo motivo, chiede proprio a lui di aiutarla a realizzare il suo sogno di restaurazione dell'Impero, in quanto altri, come Torway o Matthew, mancano di intelligenza o, nel caso di Yatorishino, sono troppo fedeli al proprio Paese per potergli agire contro.

## Media

### Light novel
La serie è stata scritta da Bokuto Uno con le illustrazioni di Sanbasō, poi sostituito per motivi di salute da Ryūtetsu a partire dal volume sei. La storia è distribuita in quattordici volumi, pubblicati da ASCII Media Works, sotto l'etichetta Dengeki Bunko, tra il 10 giugno 2012 e il 10 agosto 2018.
| Nº   | Data di prima pubblicazione | Data di prima pubblicazione | Data di prima pubblicazione |
| Nº   | Giapponese                  | Giapponese                  |                             |
| ---- | --------------------------- | --------------------------- | --------------------------- |
| I    | 10 giugno 2012              | ISBN 978-4-04-886559-3      |                             |
| II   | 10 novembre 2012            | ISBN 978-4-04-886988-1      |                             |
| III  | 10 aprile 2013              | ISBN 978-4-04-891533-5      |                             |
| IV   | 10 settembre 2013           | ISBN 978-4-04-891906-7      |                             |
| V    | 8 marzo 2014                | ISBN 978-4-04-866437-0      |                             |
| VI   | 10 ottobre 2014             | ISBN 978-4-04-869011-9      |                             |
| VII  | 10 marzo 2015               | ISBN 978-4-04-869336-3      |                             |
| VIII | 10 ottobre 2015             | ISBN 978-4-04-865456-2      |                             |
| IX   | 9 aprile 2016               | ISBN 978-4-04-865879-9      |                             |
| X    | 9 luglio 2016               | ISBN 978-4-04-892196-1      |                             |
| XI   | 10 novembre 2016            | ISBN 978-4-04-892471-9      |                             |
| XII  | 7 luglio 2017               | ISBN 978-4-04-893219-6      |                             |
| XIII | 9 dicembre 2017             | ISBN 978-4-04-893517-3      |                             |
| XIV  | 10 agosto 2018              | ISBN 978-4-04-893962-1      |                             |

### Manga
L'adattamento manga di Taiki Kawakami ha iniziato la serializzazione sulla rivista Dengeki Maoh della ASCII Media Works il 27 maggio 2014. Il primo volume tankōbon è stato pubblicato il 10 ottobre 2014 e al 9 giugno 2017 ne sono stati messi in vendita in tutto sette.

#### Volumi
| Nº  | Data di prima pubblicazione | Data di prima pubblicazione | Data di prima pubblicazione |
| Nº  | Giapponese                  | Giapponese                  |                             |
| --- | --------------------------- | --------------------------- | --------------------------- |
| I   | 10 ottobre 2014             | ISBN 978-4-04-866915-3      |                             |
| II  | 10 marzo 2015               | ISBN 978-4-04-869237-3      |                             |
| III | 10 ottobre 2015             | ISBN 978-4-04-865435-7      |                             |
| IV  | 10 marzo 2016               | ISBN 978-4-04-865843-0      |                             |
| V   | 9 luglio 2016               | ISBN 978-4-04-892137-4      |                             |
| VI  | 10 dicembre 2016            | ISBN 978-4-04-892509-9      |                             |
| VII | 9 giugno 2017               | ISBN 978-4-04-892973-8      |                             |

### Anime
L'adattamento anime è stato annunciato in occasione del festival autunnale della Dengeki Bunko il 4 ottobre 2015. La serie televisiva, prodotta dalla Madhouse e diretta da Tetsuo Ichimura, è andata in onda dall'8 luglio al 30 settembre 2016. Le sigle di apertura e chiusura sono rispettivamente Tenkyō no Alderamin (天鏡のアルデラミン?) di Kishida Kyōdan & The Akeboshi Rockets e nameless di Kano. In Italia gli episodi sono stati trasmessi in streaming, in contemporanea col Giappone, da Crunchyroll.

#### Episodi
| Nº | Titolo italiano Giapponese 「Kanji」 - Rōmaji                                                         | In onda           | In onda |
| Nº | Titolo italiano Giapponese 「Kanji」 - Rōmaji                                                         | Giapponese        |         |
| 1  | Un incontro nella tempesta 「嵐の邂逅」 - Arashi no kaikō                                             | 8 luglio 2016     |         |
| 2  | Una medaglia al valore che non volevo 「不本意なる褒賞」 - Fuhon'i naru hōshō                         | 15 luglio 2016    |         |
| 3  | I cavalieri della scuola per alti ufficiali 「高等士官学校の騎士団」 - Kōtō shikan gakkō no kishi-dan | 22 luglio 2016    |         |
| 4  | I guardiani dell'albero degli spiriti 「永霊樹の番犬たち」 - Eireiju no banken-tachi                  | 29 luglio 2016    |         |
| 5  | Due diventano uno 「二人でひとつ」 - Futari de hitotsu                                                | 5 agosto 2016     |         |
| 6  | Ai piedi della scalinata di Dio 「神の階の麓にて」 - Kami no kizahashi no fumoto nite                 | 12 agosto 2016    |         |
| 7  | La ribellione del Katjvarna Settentrionale 「カトヴァーナ北域動乱」 - Katovāna hokuiki dōran          | 19 agosto 2016    |         |
| 8  | Un giorno, per la terza volta… 「いつか、三度目に」 - Itsuka, sandome ni                              | 26 agosto 2016    |         |
| 9  | Il destino di una modesta reputazione 「ささやかな面目の行方」 - Sasayaka na menboku no yukue         | 2 settembre 2016  |         |
| 10 | La Saia Alderamin 「ラ・サイア・アルデラミン」 - Ra Saia Aruderamin                                   | 9 settembre 2016  |         |
| 11 | Lo scansafatiche e l'insonne 「常怠VS不眠」 - Jōtai VS nemurazu                                       | 16 settembre 2016 |         |
| 12 | Cacciatori di fantasmi 「亡霊を狩るもの」 - Bōrei o karu mono                                         | 23 settembre 2016 |         |
| 13 | In un impero al crepuscolo 「たそがれの帝国にて」 - Tasogare no teikoku nite                          | 30 settembre 2016 |         |